# Соња Сотомајор
Соња Марија Сотомајор (енгл. Sonia Maria Sotomayor, Бронкс, Њујорк, САД, 25. јун 1954) придружени је судија Врховног суда Сједињених Америчких Држава. Именовао ју је Барак Обама након оставке Дејвида Соутера, а њено именовање је потврђено у Сенату гласовима 68 сенатора, док их је 31 било против. Преузела је дужност 8. августа 2009.
Сотомајор је први хиспаноамерички придружени судија и трећа жена која је именована на овај положај, после Сандре Деј О'Конор и Рут Бејдер Гинсберг.
Прва седница Суда којој је присуствовала одржана је 9. септембра 2009. У току ове седнице, изношени су аргументи у предмету Ситизенс јунајтед против Савезне изборне комисије, где је Суд одлучивао да ли први амандман даје корпорацијама иста права у финансирању политичких кампања као и појединцима. Пресуда у овом процесу постала је једна од најконтроверзнијих у последњих неколико година, а Сотомајор је гласала против.
Прво веће мишљење које је написала је било несагласно мишљење у предмету Бергуис против Томпкинса, у којем се расправљало о Мирандиним правима.